# هاردين بيغيلو
هاردين بيغيلو هو سياسي أمريكي، ولد في 1809 في ساكرامنتو في الولايات المتحدة، وتوفي في 27 نوفمبر 1850 في سان فرانسيسكو في الولايات المتحدة.